# Senior day
Als Senior Day wird im nordamerikanischen Schul- und Hochschulsport das letzte Heimspiel in einer Saison genannt. Er wird vor allem bei Mannschaftssportarten wie Football und Basketball gefeiert. Beim Senior Day werden häufig Festivitäten aufgezogen und die Graduierenden erhalten eine besondere Vorstellung, meist zusammen mit den Eltern.